# Restless and Wild
《Restless and Wild》는 1982년 유럽 대륙에서, 1983년 미국과 영국에서 발매된 독일의 헤비 메탈 밴드 억셉트의 네 번째 스튜디오 음반이다. 이 음반은 밴드가 스톰멜른에 있는 디터 더크스의 스튜디오로 옮긴 이후 델타 스튜디오에서 녹음되지 않은 첫 번째 억셉트 음반이었다. 이 음반은 우도 디르크슈나이더가 모든 트랙을 부르는 첫 번째 억셉트 음반이자 매니저인 개비 호프만이 작곡에 대한 크레딧을 얻는 첫 번째 음반이기도 하다. 미하엘 바게너는 다시 한번 이곳에서 녹음과 믹싱 업무를 담당했다.

## 배경
얀 쾨메트는 이 음반이 발매되기 전에 밴드에 잠시 합류했지만 녹음에는 참여하지 않았다. 완제품의 기타는 울프 호프만이 담당하지만, 헤르만 프랑크는 음반이 발매될 무렵 밴드에 합류했고, 음반 커버에 크레딧이 실렸다.
이 음반은 오프닝 트랙인 〈Fast as a Shark〉로 가장 잘 알려져 있다. 스테판 카우프만의 더블 킥 드럼은 메탈리카와 슬레이어의 데뷔 음반보다 앞서 스래시 메탈의 선구자로 여겨진다.
2011년 1월 25일, 이 음반은 스위스에서 열린 스페셜 쇼에서 전곡이 공연되었다.

## 평가
| 전문가 평가                      | 전문가 평가 |
| 평가 점수                        | 평가 점수   |
| 출처                             | 점수        |
| -------------------------------- | ----------- |
| AllMusic                         | [ 3 ]       |
| Collector's Guide to Heavy Metal | 10/10       |
| Hard & heavy                     | [ 5 ]       |

《Restless and Wild》는 대부분 긍정적인 평가를 받았다. 올뮤직의 에두아르도 리바다비아는 별 5개 중 4.5개로 《Restless and Wild》를 칭찬하며 그것을 억셉트의 "창조적인 돌파구"라고 불렀다. 그는 이어 "결론적으로 이 음반은 후속작인 《Balls to the Wall》과 마찬가지로 필수적인 헤비 메탈 음반이며, 그의 소금의 가치가 있는 팬이라면 이 두 음반 모두를 소유해야 한다"고 덧붙였다.
《Restless and Wild》는 영국, 스웨덴, 네덜란드에서 차트에 오른 억셉트의 첫 번째 음반이다. 이 음반은 미국에서 차트에 오르지 못했다.

## 곡 목록
모든 곡들은 특별한 언급이 없는 한 억셉트에 의해 작사/작곡하였다.
| #  | 제목                  | 작사·작곡                       | 재생 시간 |
| -- | --------------------- | ------------------------------- | --------- |
| 1. | 〈Fast as a Shark〉   |                                 | 3:49      |
| 2. | 〈Restless and Wild〉 | 로버트 A. 스미스디젤, 억셉트    | 4:12      |
| 3. | 〈Ahead of the Pack〉 |                                 | 3:24      |
| 4. | 〈Shake Your Heads〉  |                                 | 4:17      |
| 5. | 〈Neon Nights〉       | 개비 호프만, 스미스디젤, 억셉트 | 6:01      |

| #   | 제목                               | 작사·작곡                  | 재생 시간 |
| --- | ---------------------------------- | -------------------------- | --------- |
| 6.  | 〈Get Ready〉                      | 스미스디젤, 억셉트         | 3:41      |
| 7.  | 〈Demon's Night〉                  |                            | 4:27      |
| 8.  | 〈Flash Rockin' Man〉              |                            | 4:28      |
| 9.  | 〈Don't Go Stealing My Soul Away〉 | 스미스디젤, 억셉트         | 3:15      |
| 10. | 〈Princess of the Dawn〉           | 호프만, 스미스디젤, 억셉트 | 6:15      |